# Nové Zámky (Nesovice)
Nové Zámky (deutsch Neuschloß) ist eine Ansiedlung der Gemeinde Nesovice in Tschechien. Sie liegt sieben Kilometer östlich von Bučovice und gehört zum Okres Vyškov.

## Geographie
Nové Zámky befindet sich am Nordrand des Naturparks Ždánický les zwischen den Litenčické vrchy und dem Ždánický les (Steinitzer Wald) im Tal der Litava (Leitha). Das Dorf erstreckt sich beiderseits der Litava. Östlich liegt das Marsgebirge. Im Norden erheben sich die Kopánky (349 m), nordöstlich der Soudný (328 m), südlich die Vysoká (347 m) und der Nebštich (377 m), südwestlich der Strašník (340 m), westlich der Černecký hájek (355 m) und im Nordwesten der Milonický hájek (344 m). Durch Nové Zámky führen die Straße E 50/I/50 von Brno nach Uherské Hradiště sowie die Bahnstrecke Brno – Veselí nad Moravou. Die nächste Bahnstation ist Nesovice.
Nachbarorte sind Komorov und Chvalkovice im Norden, Dobročkovice im Nordosten, Brankovice im Osten, Dvorek, Blišice, Nemotice und Snovídky im Südosten, Letošov im Südwesten, Nesovice im Westen sowie Milonice und Uhřice im Nordwesten.

## Geschichte

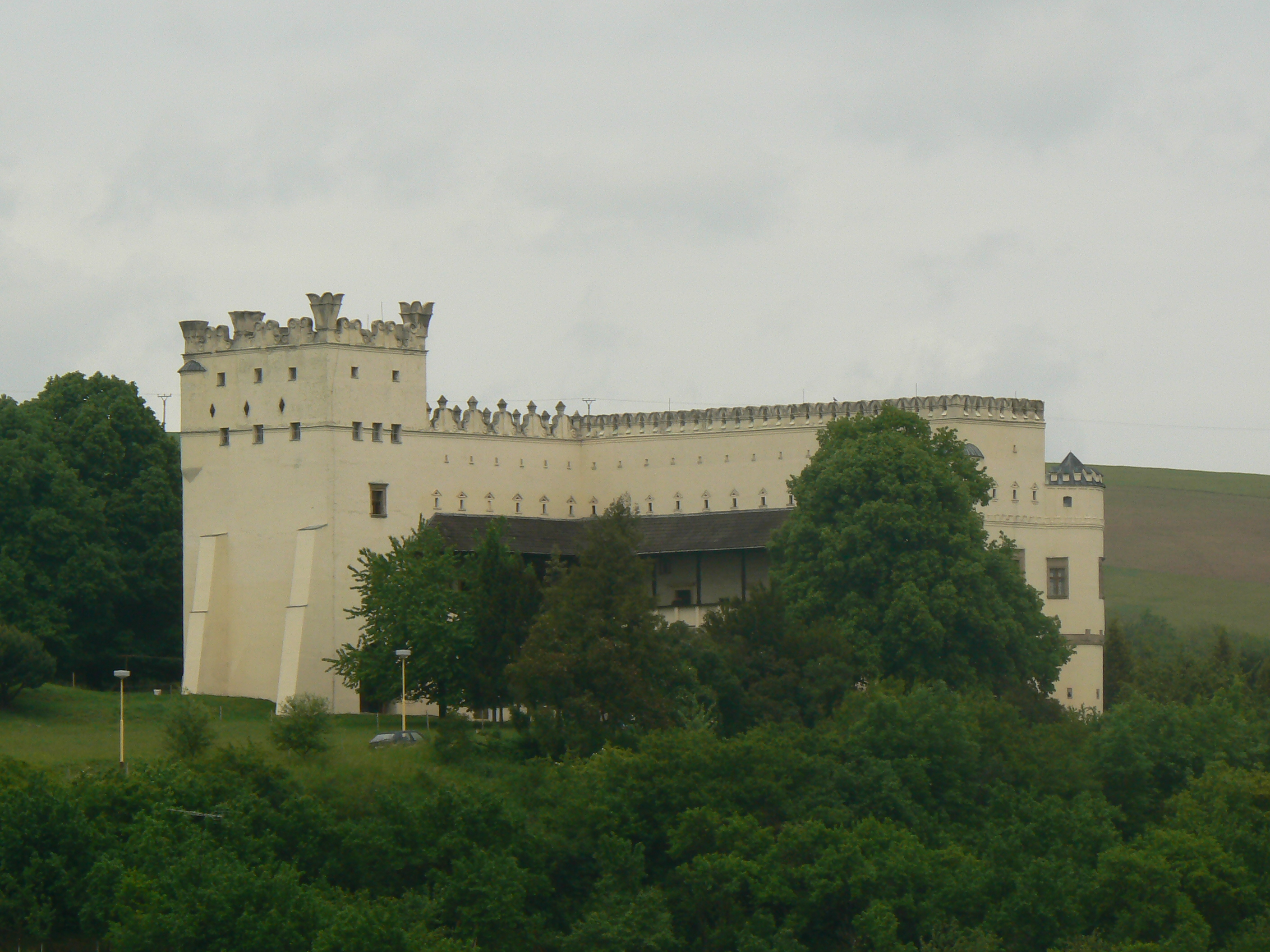
Schloss Nové Zámky

Záviš von Víckov auf Dobročkovice ließ zwischen 1561 und 1569 östlich von Nesovice auf einer Terrasse über der Litava und dem Teich Kynický rybník ein mächtiges vierflügeliges Renaissanceschloss erbauen, das nach seinem Tode unvollendet blieb. Unterhalb des Schlosses entstand ein Wirtschaftshof mit Brauerei, Hopfengarten und Baumgarten.
1575 verkaufte Přemek von Víckov die Herrschaft Neuschloss mit den zugehörigen Dörfern Dobročkovice, Nesovice und Zástřizly einschließlich der Feste, des Hofes und Weingartens in Zástřizly sowie der Wüstung Kynický und der Hälfte von Stařzie an die Brüder Heinrich und Sigismund von Zástřizl. Ihnen folgten alsbald die Martinovský von Rozseč auf Litenčice und ab 1581 von Niklas von Hrádek auf Hoschtitz. Bis 1610 sind die Ritter von Hrádek als Besitzer von Neuschloß nachweisbar. Ab dem 17. Jahrhundert fand neben dem ursprünglichen Namen Neu Schloß auch die mährische Bezeichnung Nowizamky Verwendung. Nach der Schlacht am Weißen Berg wurden die Adam Kravařský von Šlejvice gehörigen Güter konfisziert und Neuschloss mit den zugehörigen Dörfern Nesovice, Dobročkovice sowie den besonderen Güter Milonice und Šardičky für 8598 Taler an den kaiserlichen Kammerherrn und Günstling Nikolaus Nusser von Nußeck verkauft. Während des Dreißigjährigen Krieges plünderten Ungarn, Kumanen und Schweden die Gegend. Beim Einfall der Schweden wurde 1645 auch das Schloss ruiniert. Nusser verlor wegen Veruntreuungen Besitz und Ämter; im Jahre 1660 erwarb der Trierer Kurfürst Karl Kaspar von der Leyen die Herrschaft. Er verkaufte sie 1664 an Georg Ludwig von Sinzendorf, der sie im selben Jahre an den Kommandanten der Festung Ungarisch Hradisch, Alexander Heinrich von Schleswig-Holstein-Sonderburg weiterreichte. Nach dessen Tode verkauften die Erben 1672 den Besitz an Johann Baptist von Dippenthal. 1689 erbte Johann Baptist d´Ordonez Neuschloss. Er setzte 1708 seine Geschwister Josef und Franziska als Erben ein. Vier Jahre später teilten diese den Besitz. Josef d´Ordonez erhielt dabei Neuschloss mit Dobročkovice und drei Fünftel von Nesovice; Franziska Fragstein von Niemsdorff fielen die Güter Milonice und Šardičky sowie die anderen zwei Fünftel von Nesovice zu. Josef d´Ordonez Söhne Josef und Johann Baptist verkauften Neuschloss um 1720 an Ludwig von Sinzendorf, der den Besitz bald an Christoph Rzikowsky von Dobrschitz weiterveräußerte. Von Johann Joseph Rzikowsky kaufte Johann Michael von Fuchsstein die Herrschaft 1729 für 76.500 Gulden. Ihm folgte 1731 seine Witwe Maximiliana Franziska Hetzer von Aurauch. Die in zweiter Ehe mit dem Grafen von Oudoille verheiratete Maximiliana Franziska verkaufte Neuschloss am 27. März 1750 für 86.000 Gulden an den Gründer der Olmützer Gelehrtengesellschaft Societas incognitorum, Josef Leopold von Petrasch. Petrasch verließ Olmütz 1758 und übersiedelte nach Neuschloss. Unter Petrasch erlangte Neuschloss seine kulturelle Blütezeit. Hier verfasste er Theaterstücke, die er im Schloss aufführen ließ. Zudem ließ er Bücher drucken und legte auf Neuschloss eine reichhaltige Bibliothek mit einer Sammlung von Erstdrucken und fremdsprachiger Literatur an. Nach dessen Tode im Jahre 1772 erbte seine Tochter Maria Anna Freiin von Petrasch den Besitz. 1790 verkauften die Geschwister Karolina von Lipowsky, Maria Anna von Petrasch und Josepha von Hochberg die Herrschaft für 100.000 Gulden an Johann Nepomuk Graf Wengerský. Dieser veräußerte sie drei Jahre später zum Kaufpreis an Anton Graf Wengerský. 1797 kaufte der Halberstädter Domherr Ludwig Wilhelm von Schlabrendorf den Besitz für 135.000 Gulden. Im Jahre 1798 erwarb Alois Joseph von Liechtenstein das Allodgut Neuschloss zum selben Preis und schloss es seiner Herrschaft Butschowitz an. Dadurch erlosch der Herrschaftssitz. Das Schloss wurde fortan als Depot und Wohngebäude genutzt und sein Verfall begann. Nachfolgend erfolgte der Abbruch des westlichen Teiles des Nordflügels. Im Vorland des Schlosses waren im 18. Jahrhundert die Ansiedlungen Nové Zámky und V Koutě entstanden, deren Häuser aus Baumaterialien des Schlosses entstanden.
Aus dem Jahre 1800 stammt das einzige Ortssiegel von Nové Zámky. Es trägt die Inschrift Novozamska obecz 1800. Anscheinend bestanden zu dieser Zeit Bestrebungen zu einer Verselbständigung der aufstrebenden Ansiedlung von Nesovice, die nie durchgesetzt werden konnten. 1834 lebten in den 83 Häusern von Nesovice und Nové Zámky 498 Menschen. Gepfarrt ist Nové Zámky seit eh und jeh nach Milonice.
Nach der Aufhebung der Patrimonialherrschaften bildete Nové Zámky ab 1850 einen Ortsteil der Gemeinde Nesovice in der Bezirkshauptmannschaft Wischau. 1855 wurde die Straße von Letošov über Nové Zámky nach Snovídky gebaut. Ab 1869 verpachteten die Liechtensteiner das Allodgut. In den 1870er Jahren wurde im Tal der Litava eine Eisenbahnstrecke errichtet, die von Brünn über Ungarisch Hradisch nach dem Wlarapass führte. 1878 wurde der Bahnverkehr aufgenommen. Die Liechtensteiner vereinten 1890 die Herrschaften Steinitz und Butschowitz zum Gut Butschowitz-Steinitz. Die Freiwillige Feuerwehr Nesovice-Letošov gründete sich 1896. Drei Jahre später spaltete sich die Feuerwehr nach Streitigkeiten mit den beiden Gemeindevorständen auf. Nové Zámky bestand im Jahre 1901 aus 63 Häusern mit 309 Einwohnern. Im Jahre 1909 wurde in Nesovice eine Schule für Nesovice und Nové Zámky errichtet, zuvor war Milonice auch Schulort. 1912 wurde der Glockenturm zur Kapelle erweitert. Der Gutspächter Otakar Sekala stiftete im selben Jahre testamentarisch seine Sammlung von 300 Büchern als Otakarova knihovna der Öffentlichkeit. Letzter Pächter des liechtensteinischen Gutes war zwischen 1912 und 1924 der Austerlitzer Zuckerfabrikant Redlich. Im Zuge der Bodenreform wurde das Gut Nové Zámky 1924 an den Legionär Alois Cigánek übertragen und die Zemědělské družstvo legionářské Nové Zámky (Landwirtschaftliche Genossenschaft der Legionäre Nové Zámky) gebildet. Die übrigen Teile des Gutes wurden zwischen 1921 und 1924 parzelliert und an Bewohner der Dörfer Nesovice, Nové Zámky, Letošov und Dobročkovice verkauft. Dadurch wuchs Nesovice mit Nové Zámky 1930 auf 247 Häuser an, in denen über Tausend Menschen lebten. 1926 erfolgte die Elektrifizierung von V Koutě und Nové Zamky. Zur selben Zeit begann auch eine Regulierung der Litava, bei der die Mühle von Nové Zamky abgetragen wurde. 1933 kaufte die Gemeinde Nesovice den südlich von Nové Zámky gelegenen Wald Vysoká von den Fürsten von Liechtenstein. Ein Teil davon wurde gerodet und Nové Zámky entlang der Straße nach Snovídky auf das linke Ufer der Litava erweitert. Dadurch wuchsen Nesovice, Letošov und Nové Zámky zusammen.
1938 wurde südlich des Dorfes die Fernstraße von Bučovice nach Brankovice angelegt. In dieser Zeit begann auch der zweigleisige Ausbau der Bahnstrecke. Nach der deutschen Besatzung wurde das Gut Neuschloss aus dem Besitz der Familie Cigánek konfisziert und einem Reichsdeutschen namens Büchelmeyer geschenkt. Mit dem Zusammenschluss der Gemeinden Nesovice und Letošov verlor Nové Zámky 1942 den Status eines Ortsteils.
Nach dem Ende des Zweiten Weltkrieges erhielt Alois Cigánek seinen Besitz zurück und verkaufte ihn an seine Nichte. Zwischen 1950 und 1960 gehörte Nové Zámky zum Okres Bučovice und kam nach dessen Aufhebung mit Beginn des Jahres 1961 zum Okres Vyškov zurück. In der zweiten Hälfte des 20. Jahrhunderts wurde die örtliche landwirtschaftliche Genossenschaft Besitzer des Schlosses und wirtschafte es völlig darnieder. Auf Initiative der Staatlichen Denkmalpflege erfolgte in den 1970er Jahren eine Renovierung des vom völligen Verfall bedrohten Schlosses. Nach 1990 ging das Schloss in den Besitz des Krajského památkového střediska (KPS) über. Im Jahre 1989 stellte die Familie Florián eine Restitutionsantrag auf das Gut und Schloss, dem 2002 stattgegeben wurde. Die kulturellen und gesellschaftlichen Veranstaltungen im Schloss wurden 2004 im Vorfeld eines Verkaufs eingestellt. Seitdem wird das Schloss als Wohnsitz genutzt und ist nicht mehr öffentlich zugänglich. Beim Zensus von 2001 lebten in den 306 Häusern von Nesovice und Nové Zámky 790 Personen.

## Sehenswürdigkeiten

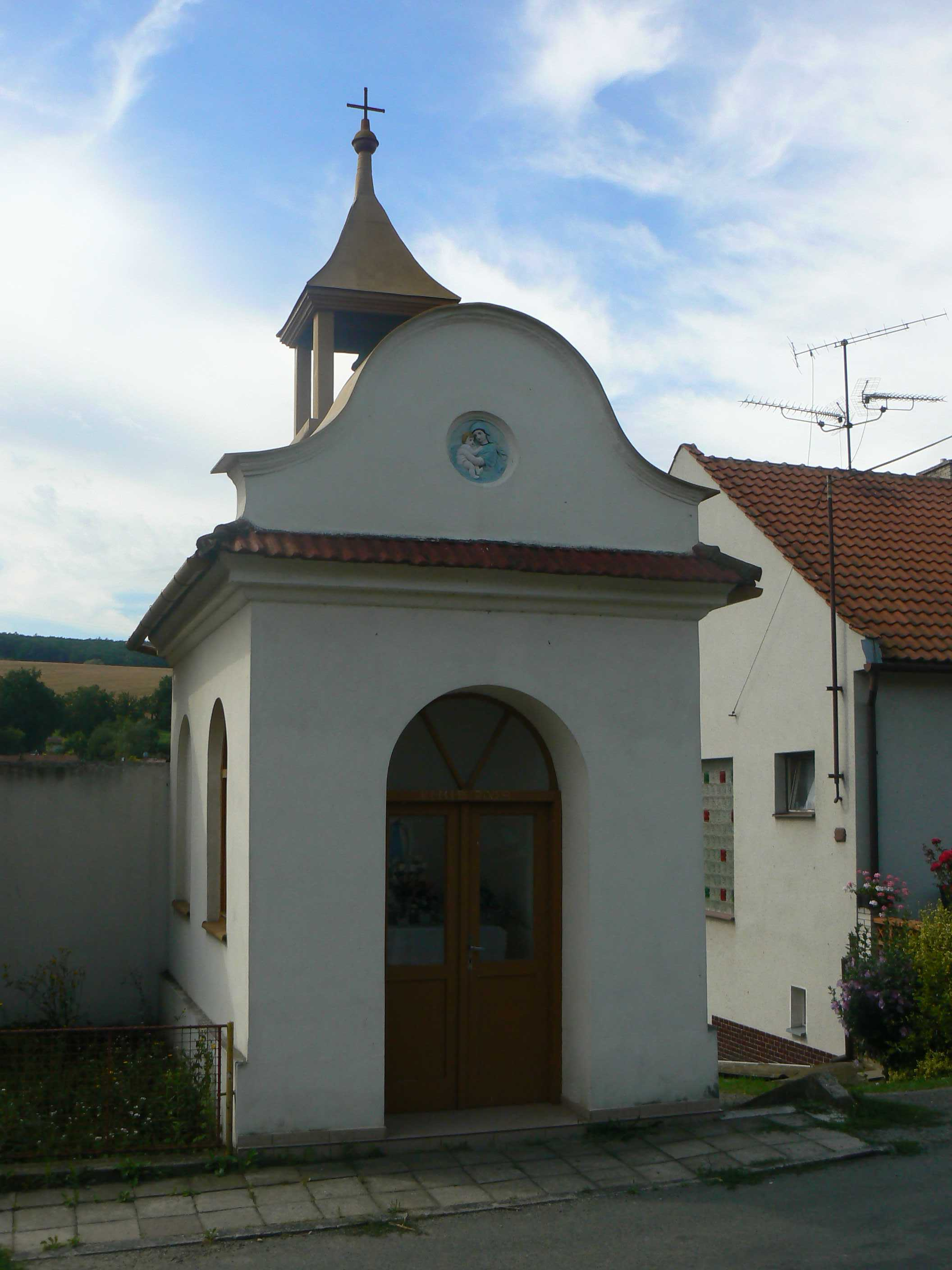
Kapelle Mariä Wiegenfest

- Renaissanceschloss Nové Zámky, nördlich auf einer Terrasse über dem Dorf, der unvollendete Bau entstand in den Jahren 1561–1569 und ist in seiner Bauart in Mähren einzigartig.
- Statue des hl. Johannes von Nepomuk, 1715 auf Veranlassung des Grundherrn Josef d´Ordonez auf dem Damm des Podzámecký rybník errichtet.
- Kapelle Mariä Wiegenfest in Nové Zámky, sie wurde 1912 errichtet und im Jahre 2000 instand gesetzt.
- Naturpark Ždánický les

## Persönlichkeiten
- Josef Leopold von Petrasch (1714–1772), er warb 1750 die Herrschaft Neuschloss und verbrachte auf dem Schloss seinen Lebensabend.